# Trampilla elevadora

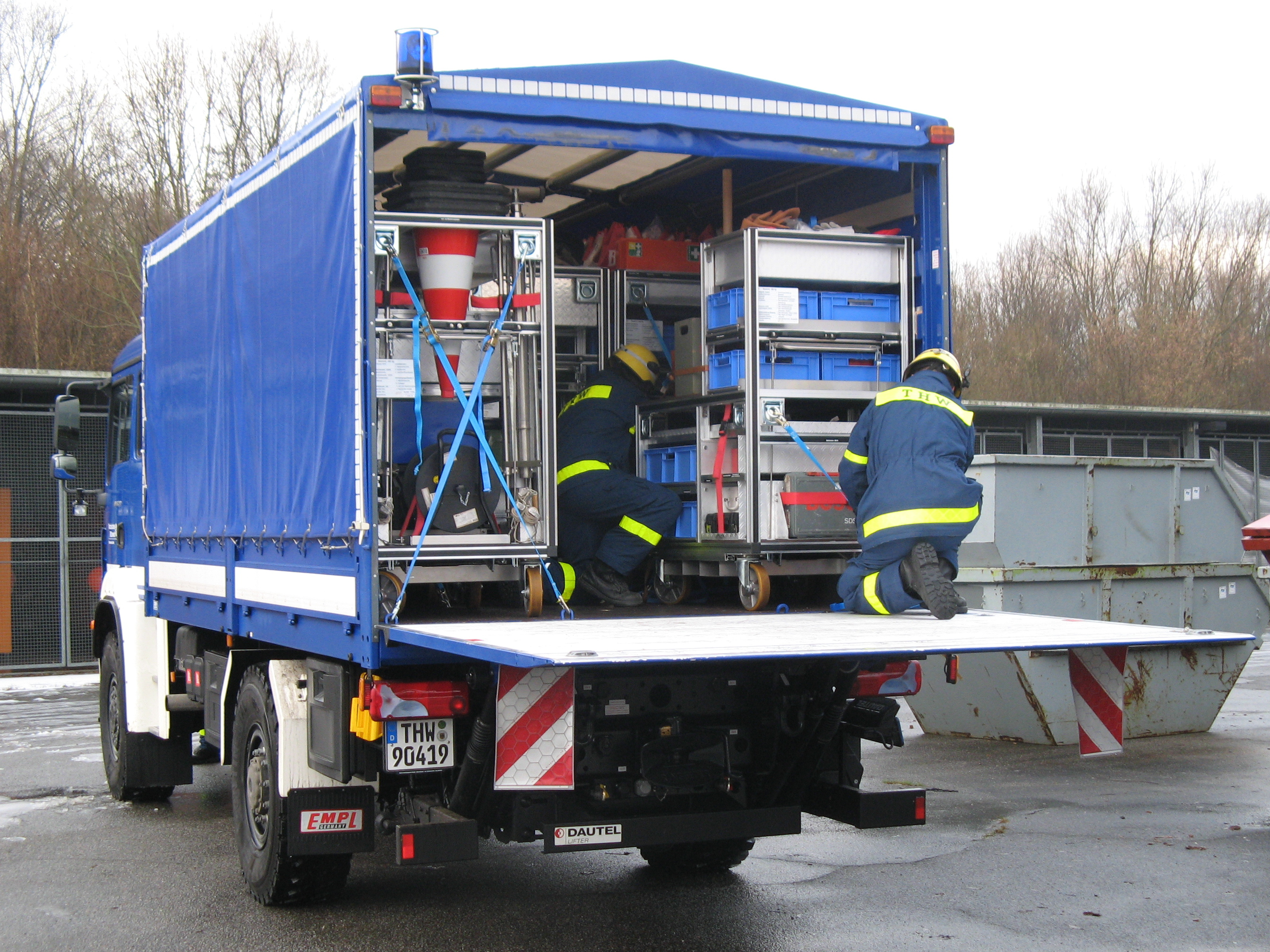
Este es un ejemplo de como son

Una trampilla elevadora es un dispositivo mecánico fijado permanentemente a la parte posterior de un camión o camioneta. Está diseñado para facilitar el manejo de objetos desde el nivel del suelo hasta el nivel de carga del vehículo, o viceversa.
La mayoría de las trampillas elevadoras son de operación hidráulica o neumática, aunque también existen de tipo mecánico. Su operación se maneja por medio de un control electrónico.
El uso de una trampilla elevadora puede eliminar la necesidad de utilizar máquinas auxiliares como una grúa horquilla para levantar objetos pesados hacia un vehículo. También puede usarse para reducir la diferencia de alturas entre el lugar de descarga y el interior del vehículo.
Las trampillas elevadoras se encuentran disponibles para variados tamaños de vehículos, desde furgonetas estándar hasta camiones articulados, y hay modelos que pueden levantar hasta 2500kg.

## Tipos
Hay dos tipos principales de trampillas elevadoras disponibles:

### de Columna
Las trampillas elevadoras de columna son frecuentemente mecánicas, aunque también pueden ser hidráulicas o neumáticas. Están instaladas sobre rieles colocados en la parte trasera del vehículo. Desde los rieles, una plataforma se extiende, que puede moverse verticalmente. 
Este tipo de trampillas elevadoras tiene la ventaja de que pueden elevarse más arriba del depósito del vehículo, por lo que pueden levantar cargas que se encuentren por sobre ese nivel.
Entre sus desventajas está el hecho de que la plataforma solo puede operar en 90° al camión, por lo que en superficies inclinadas, la plantilla no llegará de la mejor manera al suelo.

### en Voladizo
Las trampillas elevadoras en voladizo fueron desarrolladas por primera vez por Zepro. Operan solo con un sistema neumático o hidráulico. Existe una serie de apoyos adosados al chasis del vehículo, que se conectan a la plataforma mediante barras y cilindros que rotando permiten el movimiento de tal plataforma de manera vertical y además le permite un giro que le da inclinación en caso de ser necesaria. 
Estas trampillas tienen la ventaja de poder inclinar la plataforma, por lo que pueden formar un arreglo de rampa, que puede ser más apropiado en algunos casos. También significa que resulta más fácil cargar en una superficie que no es plana.